# Сердежское сельское поселение (Марий Эл)
Сердежское сельское поселение — муниципальное образование в Сернурском районе Марий Эл, наделенное статусом сельского поселения законом Республики Марий Эл от 18 июня 2004 года № 15-З «О статусе, границах и территориях в Республике Марий Эл».
Административным центром поселения является деревня Большой Сердеж.

## Населённые пункты
В состав сельского поселения входят 20 деревень: Большой Сердеж, Ахматенер, Ведоснур, Верхний Малый Сернур, Глазырино, Кочанур, Красный Ключ, Лаптево, Летник, Левый Малый Сернур, Малый Пижай, Нижний Малый Сернур, Нижняя Мушка, Пирогово, Приустье Мушки, Правый Малый Сернур, Токтамыж, Удельный Пижай, Чашкаял, Чибыж.

## Экономика
На территории поселения расположены следующие предприятия:
- ЗАО «Сердежское» (132 сотрудника) — сельскохозяйственное предприятие;
- ООО «Коралл» (3 сотрудника).